# Pico Santo Domingo (España)
El pico Santo Domingo, también conocido como peñas de Santo Domingo, es una montaña de 1524 m s. n. m. situada en el término municipal de Longás (Zaragoza, España).
Es el pico más alto de la sierra de Santo Domingo y Lucientes, uno de los macizos situados al sur de la Cordillera pirenaica que marcan la transición entre esta y la depresión del Ebro.

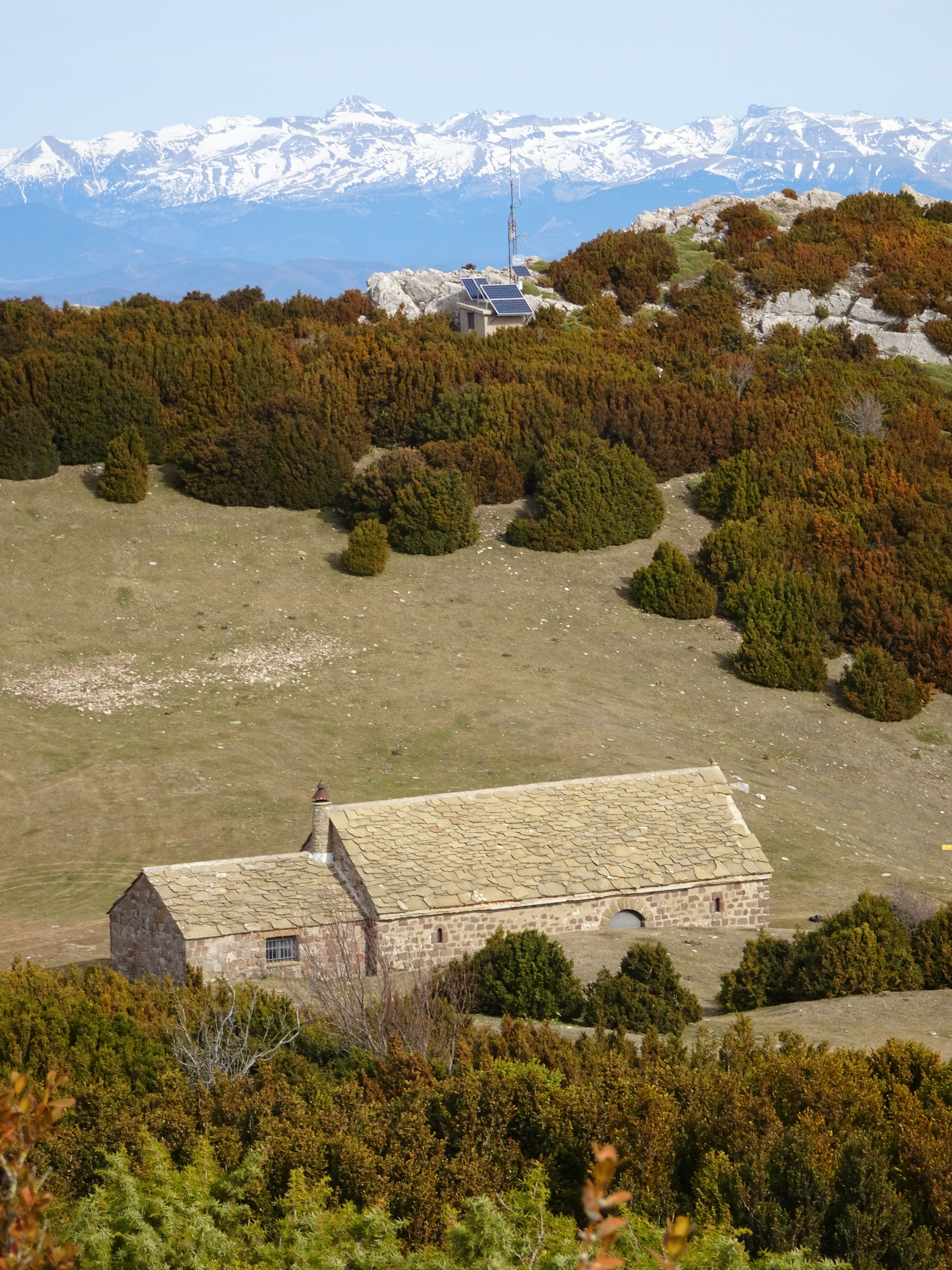
Ermita de Santo Domingo desde el vértice geodésico del pico, y cumbres nevadas del Pirineo al fondo, entre las que destacan Collarada (centro izquierda) y Peña Blanca (derecha).

Su cima es doble, estando formada por dos cotas de menos de un metro de altura de diferencia separadas por un collado en el que está ubicada la Ermita de Santo Domingo. Tiene un vértice geodésico que indica el punto más alto de la comarca de las Cinco Villas, y la segunda altura más prominente de la provincia de Zaragoza, solo después del Moncayo.
Se conoce como las Rallas de Santo Domingo a la formación que se extiende desde la Sierra de Lucientes hasta el pie del pico de Santo Domingo.

## Toponimia
Toma el nombre, al igual que la sierra, de la ermita situada en el collado que separa las dos cimas, dedicada a Santo Domingo.

## Historia
El pico es lugar de un yacimiento arqueológico con restos visigóticos y altomedievales que fueron excavados en la segunda década del siglo XXI. La historiografía moderna identifica estos restos con el monasterio altomedieval de San Esteban de Orastre, descrito en fuentes primarias medievales, gracias en buena parte a la descripción que Juan Bautista Labaña hace de San Esteban en el siglo XVII.